# Lovin' You
Pour les articles homonymes, voir Loving You.
Lovin' You est une chanson enregistrée par la chanteuse américaine Minnie Riperton, figurant sur son deuxième album studio intitulé Perfect Angel (1974). Elle est écrite par Riperton et Richard Rudolph, produite par Rudolph et Stevie Wonder, et publiée comme quatrième single de l'album le 14 mars 1975. 
La chanson atteint la première place du US Billboard Hot 100 le 5 avril 1975. Elle atteint la deuxième place du UK Singles Chart. 
Le 8 avril 1975, vendue à plus d'un million d'unités, « Lovin' You » est certifiée « Gold » aux États-Unis par la Recording Industry Association of America. Vendue à plus de 250 000 unités, la chanson est également certifiée « Silver » au Royaume-Uni par la British Phonographic Industry le 1er mai 1975.       